# Bill Hand
William R. Hand (5 tháng 7 năm 1898 – không rõ) là một cầu thủ bóng đá người Anh, thi đấu ở Football League cho Crystal Palace ở vị trí tiền đạo. Ông cũng thi đấu bóng đá non-league cho Sutton Town.

## Sự nghiệp thi đấu
Hand bắt đầu sự nghiệp với Sutton Town, và được ký hợp đồng với Crystal Palace vào tháng 10 năm 1920. Ông có 100 lần ra sân ở giải vô địch (15 bàn) cho Palace từ sau đó đến tháng 10 năm 1925 khi hợp đồng của ông, cùng với của Dick Strang, bị hủy bỏ do vi phạm hợp đồng.